# سینمای مراتی
سینمای مراتی (انگلیسی: Marathi cinema) یک صنعت فیلم هندی مربوط به فیلم‌های مراتی-زبان است. این صنعت در بمبئی، مهاراشترا مستقر است. تولید فیلم در بمبئی، شهر پونه است. سینمای مراتی قدیمی‌ترین صنعت فیلم سینمای هند است.
فیلم صامت راجا هاریشچاندرا (دارای میان‌نویس) به کارگردانی داداصاحب پالکی که در سال ۱۹۱۳ به نمایش درآمد، اولین فیلم مراتی-زبان و اولین فیلم بلند سینمایی هند بود. این ادعا در بین صاحب نظران مورد مناقشه است و برخی مدعی هستند که فیلم شری پوندالیک (Shree Pundalik) (۱۹۱۲) به کارگردانی داداصاحب تورنِ اولین فیلمی بود که در مهاراشترا ساخته شد. یکسال بعد از فیلم عالم‌آرا که اولین فیلم ناطق هندی بود، در سال ۱۹۳۲ اولین فیلم ناطق مراتی به نام پادشاه ایودیا به نمایش درآمد. تا آن موقع تمام فیلم‌های مراتی، فیلم صامت به همراه میان‌نویس بودند. فیلم قفس به کارگردانی وی. شانتارام اولین فیلم رنگی در سینمای مراتی بود.
در طی قرن بیستم، کولاپور مرکز تولید فیلم بود هر چند در حال حاضر بیشتر فیلم‌ها در بمبئی ساخته می‌شوند.

## تاریخچه
سرآغاز پیشگامی: دوران فیلم‌های صامت

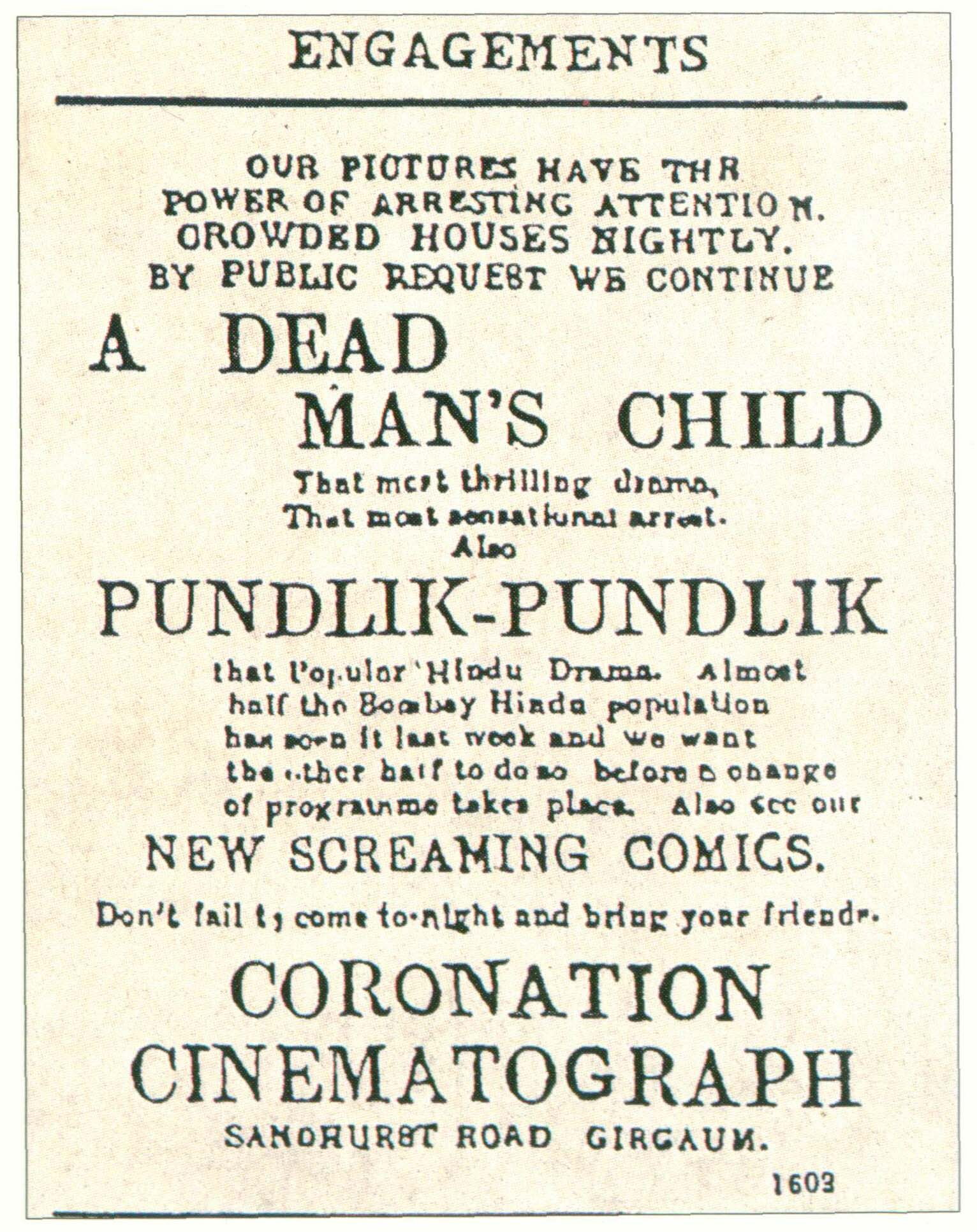
آگهی در تایمز هند در روز ۲۵ مه ۱۹۱۲ که نمایش اولین فیلم بلند هند به نام پوندالیک و به کارگردانی داداصاحب تورن را به اطلاع رسانده است،

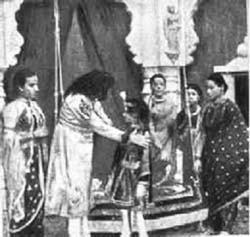
فیلم راجا هاریشچاندرا (۱۹۱۳)

سینمای مراتی قدیمی‌ترین صنعت فیلم‌سازی در هند است. داداصاحب پالکی در حد وسیعی به عنوان پیشگام و مؤسس سینمای مراتی و سینمای هند در نظر گرفته می‌شود. او با ساخت اولین فیلم بلند بومی خود با عنوان راجا هاریشچاندرا که در سال ۱۹۱۳ به نمایش درآمد، جنبش و نقطه عطف فیلم را در هند شروع کرد. هر چند فیلم دارای میان‌نویس انگلیسی و مراتی است، با استناد به اینکه پالکی هنگام فیلمبرداری از یک گروه کامل مراتی از جمله بازیگران استفاده کرده بود، این فیلم توسط جشنواره بین‌المللی فیلم هند یک فیلم مراتی در نظر گرفته شد. برخی ادعا می‌کنند که اولین فیلم مراتی شری پوندالیک به کارگردانی داداصاحب تورن است که در روز ۱۸ مه ۱۹۱۲ در تالار کورونیشن سینماتوگراف، بمبئی به نمایش درآمد. اما این ادعا مورد مناقشه است به خاطر اینکه آن به معنی واقعی فیلم نبود و نمی‌توان آن را به عنوان اولین فیلم هندی یا مراتی در نظر گرفت، زیرا آن تنها ضبط یک نمایش تئاتر محبوب در آن موقع بود و جانسون که تبعه بریتانیا بود آن را فیلمبرداری کرد، فرایند آماده‌سازی فیلم در لندن انجام شد و نیز نسخه اصلی فیلم در بریتانیا باقی ماند. فیلم سیراندری (۱۹۲۰) محصول کمپانی فیلم مهاراشترا با بازیگری بالاصاحب پَوار و کاملا دوی، اولین فیلم هندی بود که بازیگران زن در آن بازی کردند. قابل توجه اینکه، سیراندری اولین فیلم هندی بود که توسط سیستم حکمرانی بریتانیا با سانسور مواجه شد.